# Chilognatha
Chilognatha je podklasa klase Diplopoda, koja obuhvata ogromnu većinu postojećih stonoga, oko 12.000 vrsta.

## Taksonomija
Klasifikacija Chilognatha predstavljena ispod je bazirana na radu Šera, 2011, i Šer & Edžkomb, 2010 (izumrle grupe). Nedavne kladističke i molekularne studije dovele su u pitanje gornje tradicionalne klasifikacione šeme, a posebno položaj redova Siphoniulida i Polyzoniida još uvek nije dobro utvrđen. Položaj i pozicije izumrlih grupa (†) poznatih samo iz fosila je okviran i nije u potpunosti razjašnjen. Posle svakog imena navodi se citat autora: ime osobe koja je skovala ime ili definisala grupu, čak i ako nije u trenutnom rangu.
- Podklasa Chilognatha Latrielle, 1802
  - Red †Zosterogrammida Wilson, 2005 (Chilognatha incertae sedis)[2]
  - Infraklasa Pentazonia Brandt, 1833 
    - Red †Amynilyspedida Hoffman, 1969
    - Nadred Limacomorpha Pocock, 1894 
      - Red Glomeridesmida Cook, 1895 

    - Nadred Oniscomorpha Pocock, 1887 
      - Red Glomerida Brandt, 1833 
      - Red Sphaerotheriida Brandt, 1833

  - Infraklasa Helminthomorpha Pocock, 1887
    - Nadred †Archipolypoda Scudder, 1882
      - Red †Archidesmida Wilson & Anderson 2004
      - Red †Cowiedesmida Wilson & Anderson 2004
      - Red †Euphoberiida Hoffman, 1969
      - Red †Palaeosomatida Hannibal & Krzeminski, 2005

    - Red †Pleurojulida Schneider & Werneburg, 1998 (možda sestrinski sa Colobognatha)[3]
    - Podklasa Colobognatha Brandt, 1834 
      - Red Platydesmida Cook, 1895
      - Red Polyzoniida Cook, 1895 
      - Red Siphonocryptida Cook, 1895
      - Red Siphonophorida Newport, 1844

    - Podklasa Eugnatha Attems, 1898
      - Nadred Juliformia Attems, 1926
        - Red Julida Brandt, 1833
        - Red Spirobolida Cook, 1895
        - Red Spirostreptida Brandt, 1833
        - Nadfamilija †Xyloiuloidea Cook, 1895 (Ponekad usklađeno sa Spirobolida)[4]

      - Nadred Nematophora Verhoeff, 1913 
        - Red Callipodida Pocock, 1894
        - Red Chordeumatida Pocock 1894
        - Red Stemmiulida Cook, 1895
        - Red Siphoniulida Cook, 1895

      - Nadred Merocheta Cook, 1895
        - Red Polydesmida Pocock, 1887